# 凹缘逍遥蛛
凹缘逍遥蛛（学名：Philodromus emarginatus）为逍遥蛛科逍遥蛛属的动物。分布于日本、朝鲜、欧洲以及中国大陆的内蒙古、吉林、辽宁、山西、西藏、四川等地，常生活于草丛。该物种的模式产地在欧洲。